# Hotel Paradiso
Hotel Paradiso è un film del 1966 diretto da Peter Glenville.
Il soggetto è tratto da L'albergo del libero scambio, una commedia del 1894 di Georges Feydeau e Maurice Desvallières.

## Trama
A Parigi nel 1900. Il commediografo Georges Feydeau deve scrivere un nuovo lavoro teatrale ma è in crisi creativa; alla ricerca dell'ispirazione, osserva il comportamento di alcune persone appartenenti all'alta borghesia parigina.
Marcelle Cot, una giovane donna sposata con Henri Cot, un presuntuoso architetto, è esasperata dal comportamento indifferente del marito nei suoi confronti; accetta perciò l'appuntamento che le propone il suo vicino di casa Benedict Boniface, dopo che costui ha saputo che la prepotente moglie Angélique deve recarsi dalla sorella ammalata. Marcelle e Benedict si recano quindi all'Hotel Paradiso, ignorando che nello stesso albergo si è recato anche Maxime, nipote di Henri Cot, in compagnia di Victoire, la vivace cameriera di Benedict. Marcelle e Benedict cadono tuttavia in preda al panico quando si rendono conto che nello stesso albergo sono presenti un amico di Benedict, l'Avv. Martin, accompagnato dalle sue quattro figlie, e lo stesso Henri Cot, incaricato di ispezionare l'impianto idraulico dell'albergo.
Marcelle e Benedict sono costretti perciò a ricorrere a una serie di frenetici tentativi per nascondere la loro identità o la loro presenza nell'albergo: inventano storie elaborate, fuggono dalle camere da letto nei bagni, si nascondono nei camini, ricorrono a travestimenti, ecc. La confusione raggiunge il massimo quando nei locali dell'albergo irrompe la polizia per una retata. Marcelle e Benedict vengono fermati separatamente, ma ciascuno dei due dichiara di chiamarsi come il coniuge dell'altro suggerendo alla polizia di essere in presenza di una coppia di adulteri. Il giorno successivo Maxime e Victoire ammettono apertamente la loro presenza nell'albergo bloccando in tal modo le indagini della polizia su quanto avvenuto la notte prima nell'Hotel Paradiso.
La serenità regna nelle famiglie Cot e Boniface, quando queste sono invitate a partecipare alla prima della nuova commedia di Georges Feydeau, che ha tratto ispirazione da quanto ha osservato durante la notte movimentata nell'Hotel Paradiso. Anche se i nomi e l'aspetto dei personaggi principali sono stati deformati, non c'è dubbio la vicenda rappresentata sulla scena ha una notevole somiglianza con quella vissuta da Marcelle, Benedict e dai loro coniugi.